# Black River (distrikt på Mauritius)

Distriktets läge.

Distriktet Black River (franska Rivière Noire) är ett av önationen Mauritius nio distrikt. Distriktet ligger på öns västra del.

## Geografi
Distriktet har en yta på cirka 259 km² och är det tredje största till ytan. Befolkningen uppgår till cirka 81 500 invånare. Befolkningstätheten är 316 invånare / km².
Inom distriktet ligger bland andra orten Chamarel, stranden Flic en Flac och världsarvet Le Morne Brabant.

## Förvaltning
Distriktet förvaltas av en chairperson och ISO 3166-2 koden är "MU-BL". Huvudorten är Bambous, tidigare var det Tamarin.
Distriktet är underdelad i 16 municipalities.